# 藍靛果忍冬
藍靛果忍冬（學名：Lonicera caerulea），又名蓝靛果、蓝果忍冬、杨乃子，忍冬科忍冬屬落葉植物。原產於北半球溫帶地區。分布在亚洲、欧洲等地，生长于海拔300米至3,500米的地区。
果实可食用，营养丰富，富含维生素C、花青素、钙。

## 特征
落叶灌木，株高1.5－2米，叶对生，卵形，长3－8厘米，宽1－3厘米，叶灰绿色，质感微偏蜡质。花黄白色，长12－16毫米，5裂均分，成对地生於嫩枝上。果实为蓝色浆果，直径1厘米。

## 变种
藍靛果忍冬共有9个变种，一些学者视为亚种：
- 阿尔泰忍冬 Lonicera caerulea var. altaica：亚洲北部。[2]
- 蓝靛果忍冬 Lonicera caerulea var. caerulea：欧洲。
- Lonicera caerulea var. cauriana：北美洲西部。
- Lonicera caerulea var. dependens：中亚。
- 蓝靛果 Lonicera caerulea var. edulis：东亚。
- Lonicera caerulea var. emphyllocalyx：东亚。
- Lonicera caerulea var. kamtschatica：东北亚。
- Lonicera caerulea var. pallasii：亚洲北部、欧洲东北部。
- Lonicera caerulea var. villosa：北美洲东部。